# شیر (فیلم ۲۰۱۵)
شیر (انگلیسی: Lion) فیلمی است که در سال ۲۰۱۵ منتشر شد.